# Protogoniomorpha parhassus
Bướm nữ hoàng ngọc trai rừng hay Bướm ngọc trai rừng thông thường (Protogoniomorpha parhassus) là một loài bướm Nymphalidae được tìm thấy ở khu vực rừng Châu Phi.

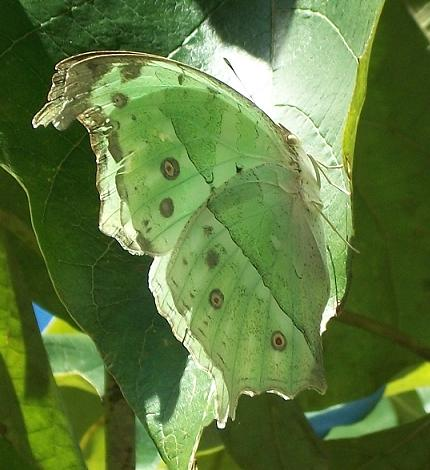
Mặt sau loài Bướm nữ hoàng ngọc trai rừng (P. p. aethiops)

## Phân loài
- P. p. parhassus phân bố ở vùng nhiệt đới châu Phi.[4]
- P. p. aethiops (Palisot de Beauvais, 1805) phân bố ở Nam Phi.[4]

## Đặc điểm
Loài này có trứng giống trứng của chi Junonia và Precis.
Ấu trùng giống ấu trùng của Junonia và Precis nhưng lớn hơn. Ấu trùng loài này ăn họ Asystasia (Asystasia gangetica), Brillantaisia, Isoglossa (I. woodii  and I. mossambicensis ), Mimulopsis and Paulowilhelmia .
Thời kỳ bay của con trưởng thành là quanh năm, cao điểm vào mùa hè và mùa thu. Dáng bay của loài này khá nặng nề và cánh đập khá nhanh. Con đực có thể đậu trên lá cây rừng còn con cái đậu ở mặt đất gần các cây chủ của ấu trùng. Loài này thường đậu dưới lá vào ban đêm, và đôi khi thấy những con đực ở vũng bùn.

## Hình ảnh
- Ở Amanzimtoti, Nam Phi
- Ở Amanzimtoti, Nam Phi